# Truyền thông tin tức

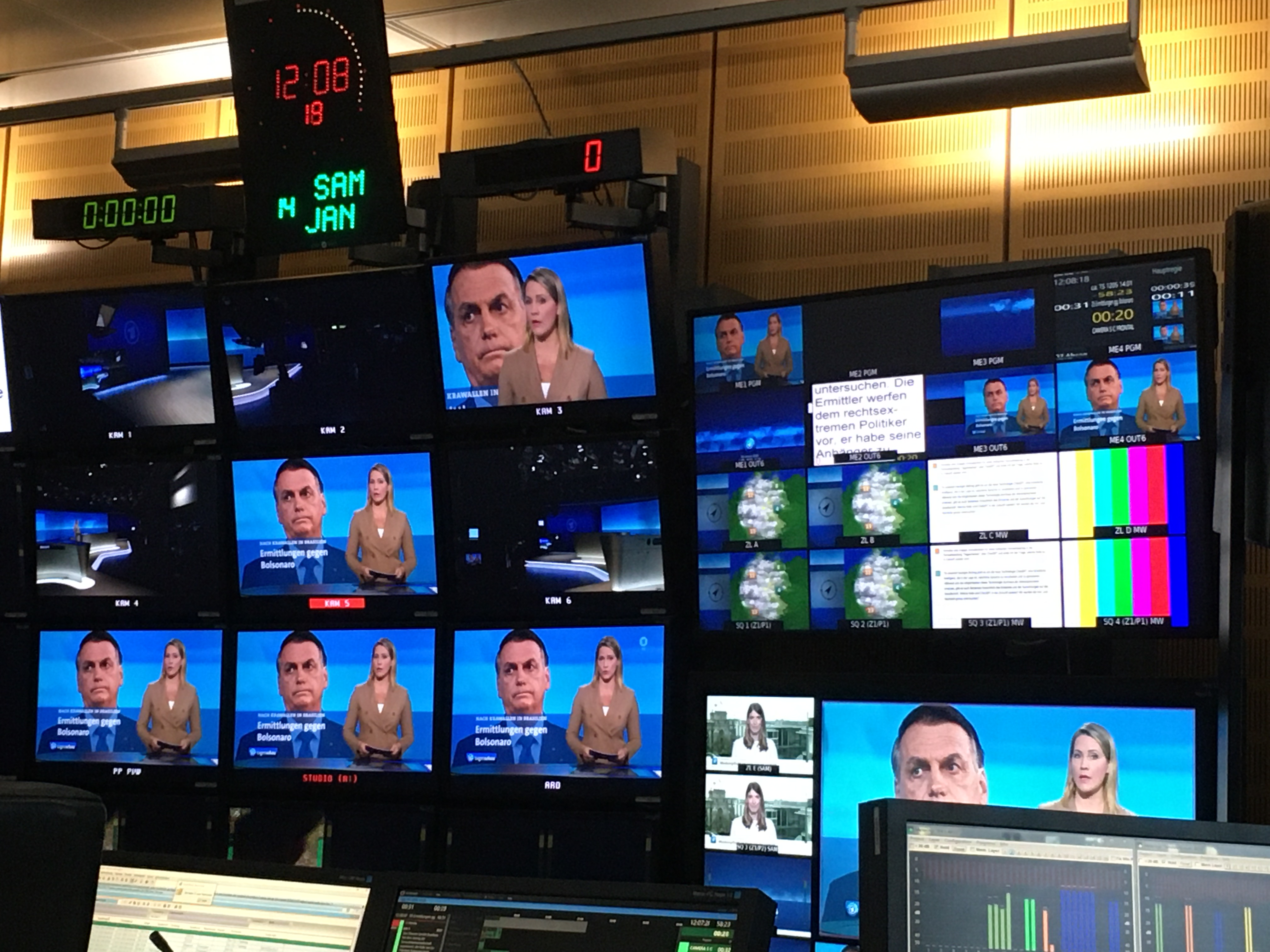
Chương trình tin tức

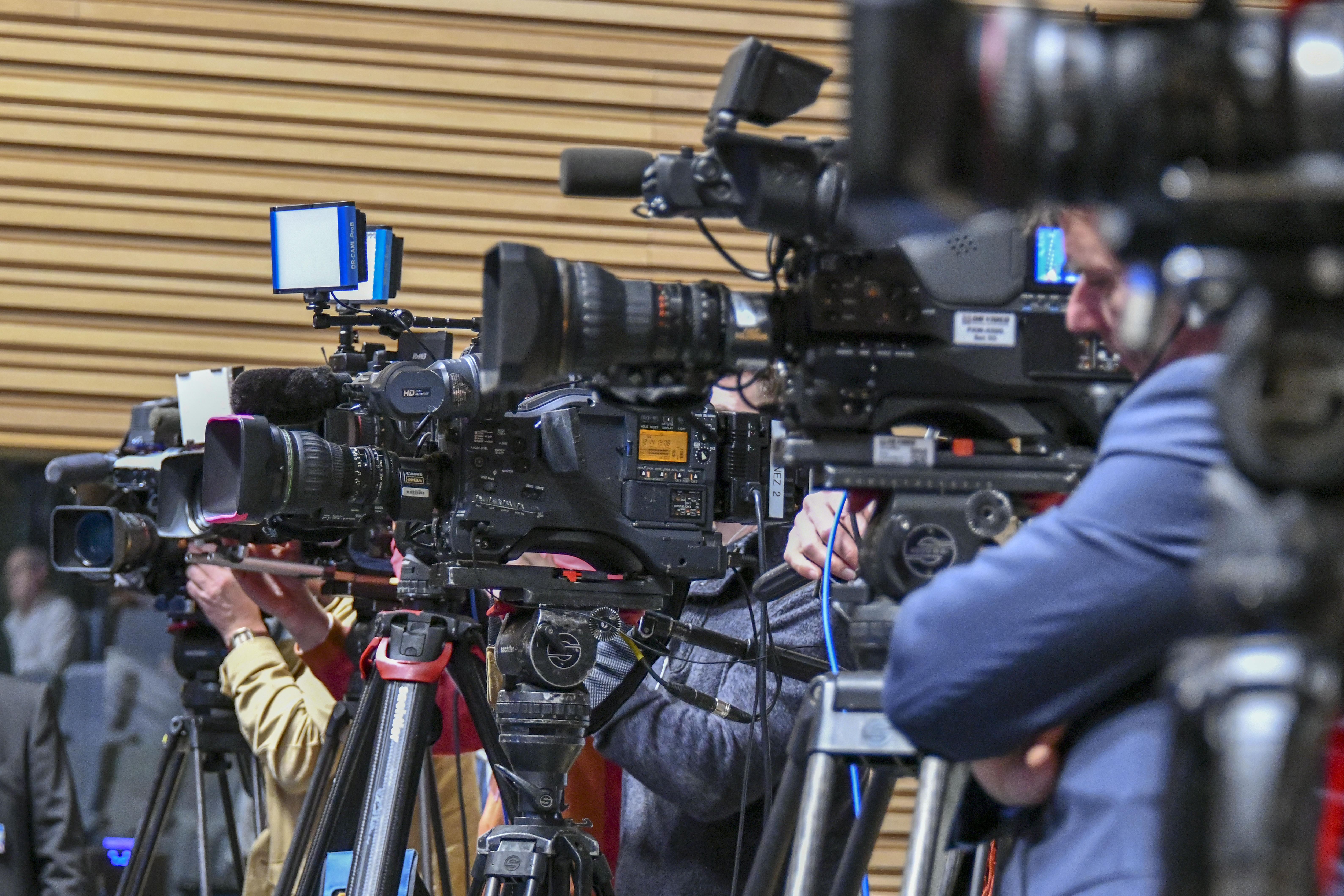
Ống kính phóng viên trong một sự kiện tin tức

Truyền thông tin tức (News media) hay còn gọi là ngành công nghiệp tin tức (News industry) là các hình thức phương tiện truyền thông đại chúng tập trung vào việc cung cấp tin tức cho công chúng. Chúng bao gồm Cơ quan thông tấn (các hãng thông tấn), báo chí, tạp chí tin tức, kênh tin tức và các phương tiện truyền thông khác. Một số bản tin đầu tiên phát hành ở châu Âu thời Phục hưng. Những bản tin viết tay này, được lưu hành trong giới thương gia, chứa tin tức về chiến tranh, điều kiện kinh tế và phong tục xã hội. Bản tin rất hiếm và không có hai bản nào giống nhau vì tất cả đều được viết tay, cho đến khi Johannes Gutenberg phát minh ra máy in vào năm 1440. Với loại chữ và mực có thể di chuyển, báo giờ đây có thể được sản xuất hàng loạt với giá rẻ. Bản tin đầu tiên được in xuất hiện vào cuối những năm 1400 trong các tập sách mỏng của Đức, trong đó có nội dung thường bị giật gân hóa cao độ. Tờ báo đầu tiên được viết bằng tiếng Anh là The Weekly News (tin vắn hàng tuần), được xuất bản tại Luân Đôn vào năm 1621. Một số tờ báo khác ra đời vào những năm 1640 và 1650. Năm 1690, tờ báo đầu tiên của Mỹ được Richard Pierce và Benjamin Harris cho xuất bản tại Boston. Tuy nhiên, tờ báo này không được chính phủ cho phép xuất bản và đã bị đàn áp ngay lập tức. 
Ngày nay, báo chí trực tuyến hay còn gọi là báo chí kỹ thuật số là một kỹ nghệ tin tức, công nghệ đưa tin thời thượng, đó là việc đưa tin mà tin tức được sản xuất (làm tin), đăng tải hoặc phân phối qua hệ thống Internet. Mạng Internet đã cho phép xuất bản chính thức và không chính thức các câu chuyện tin tức. Báo chí trực tuyến có thể được xuất bản từ các nhà văn và nhà báo chuyên nghiệp, thông qua các trang mạng (trang web) và phương tiện truyền thông dòng chính, thậm chí tin tức có thể được công dân công bố thông qua blog, vlog và mạng xã hội. Phương tiện truyền thông xã hội là nơi mọi người có rất nhiều lựa chọn khi nói đến việc lựa chọn cách tiếp nạp tin tức và nhiều người đang ngày càng chuyển sang dùng phương tiện truyền thông xã hội. Theo một cuộc khảo sát của Trung tâm nghiên cứu Pew từ tháng 9 năm 2024, hơn một nửa số người lớn ở Hoa Kỳ, 54%, nhận được một số tin tức từ phương tiện truyền thông xã hội, hơn một nửa số người lớn ở Hoa Kỳ, 54%, nhận được một số tin tức từ phương tiện truyền thông xã hội. Hai nguồn phổ biến nhất là Facebook và Youtube, với 33% và 32% người dùng tìm hiểu thông tin từ các nguồn này, trong khi Instagram và TikTok theo sát ở mức 20% và 17%. Giám đốc nghiên cứu tin tức và thông tin tại Trung tâm nghiên cứu Pew, Katerina Eva Matsa cho biết mọi người không chỉ tìm kiếm sự thật khi họ tìm kiếm tin tức, mà còn tìm kiếm cảm giác cộng đồng.

## Đại cương

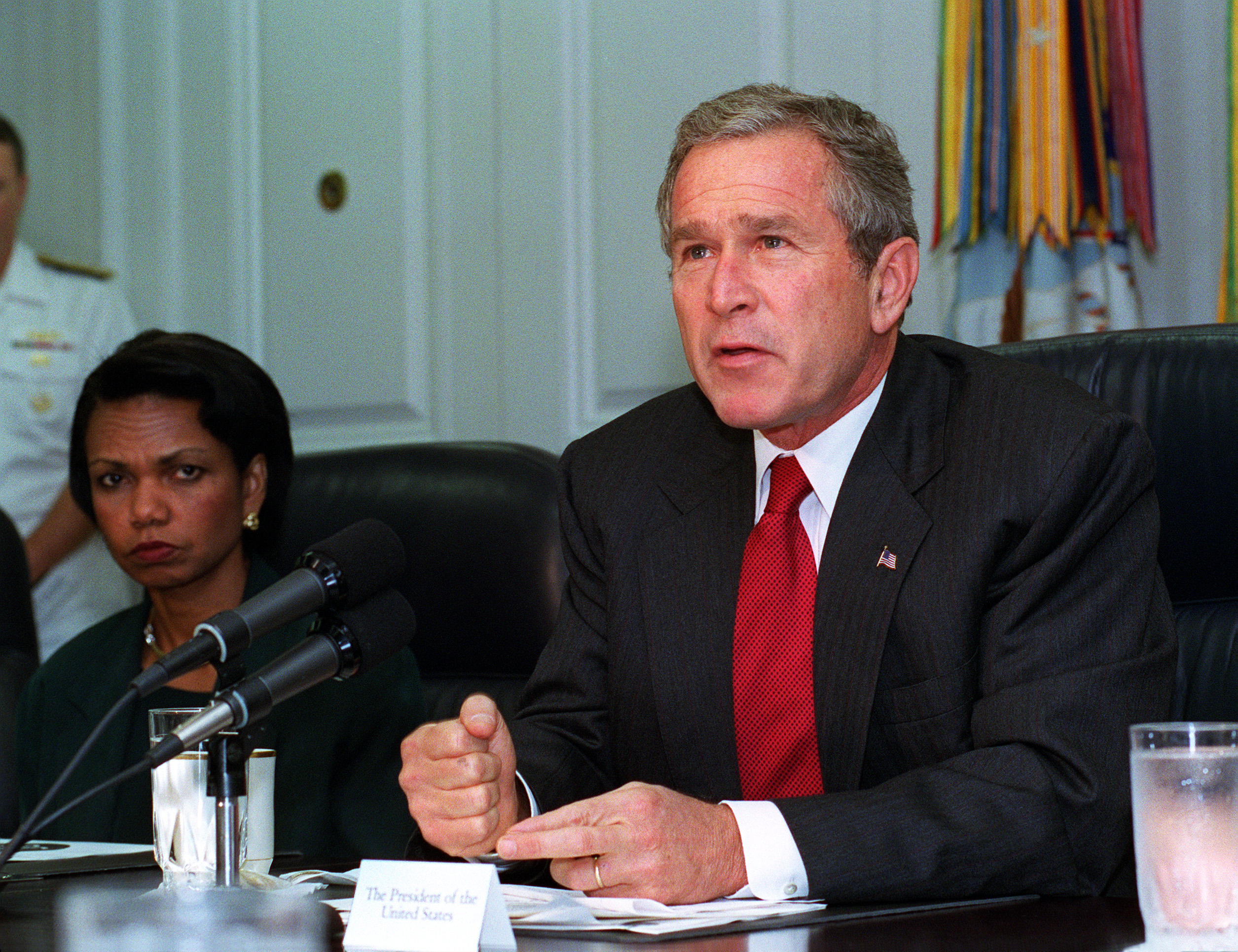
Tổng thống George W. Bush trong một cuộc họp báo

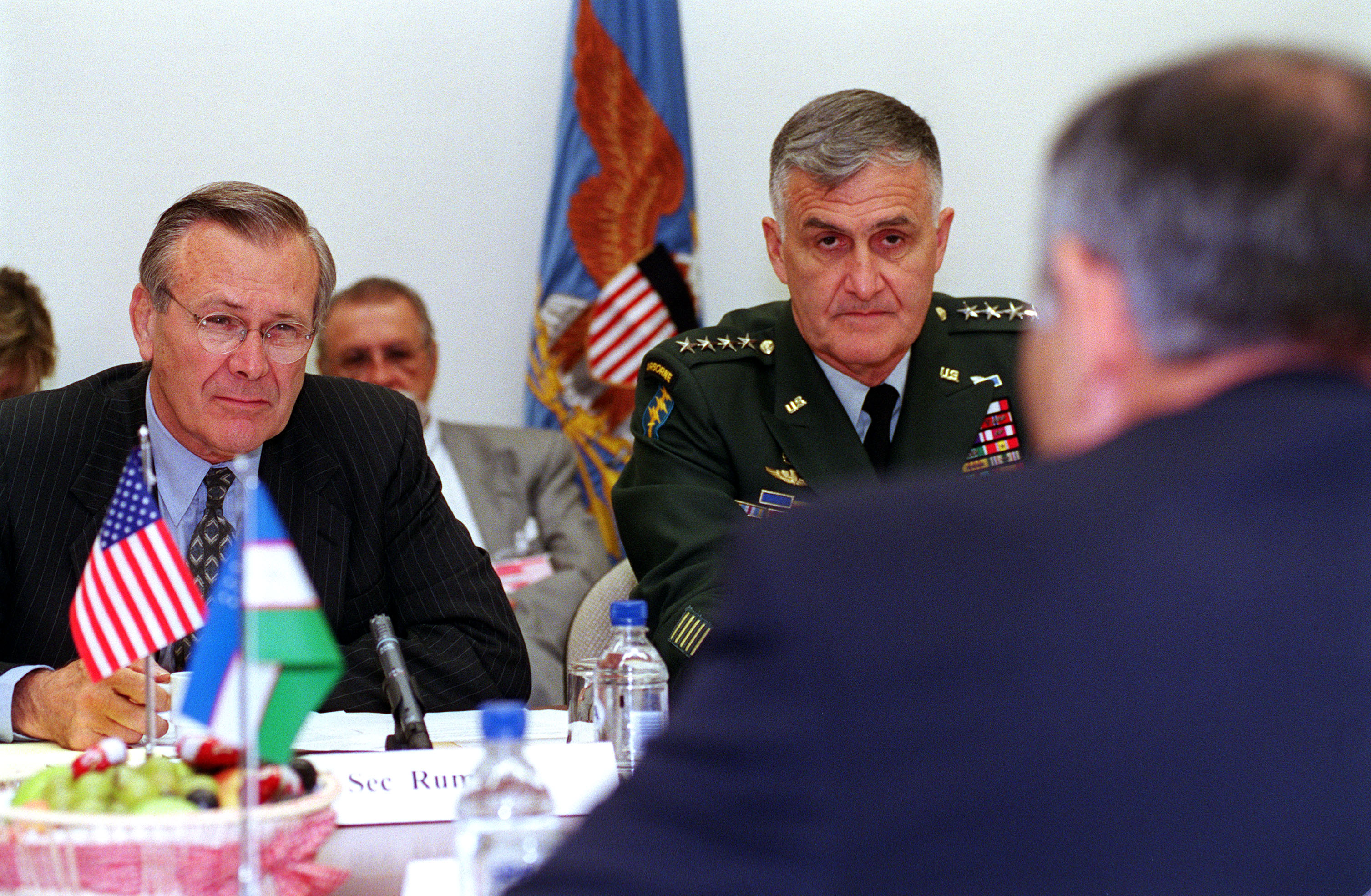
Bộ trưởng quốc phòng Donald Rumsfeld đang trả lời cánh phóng viên

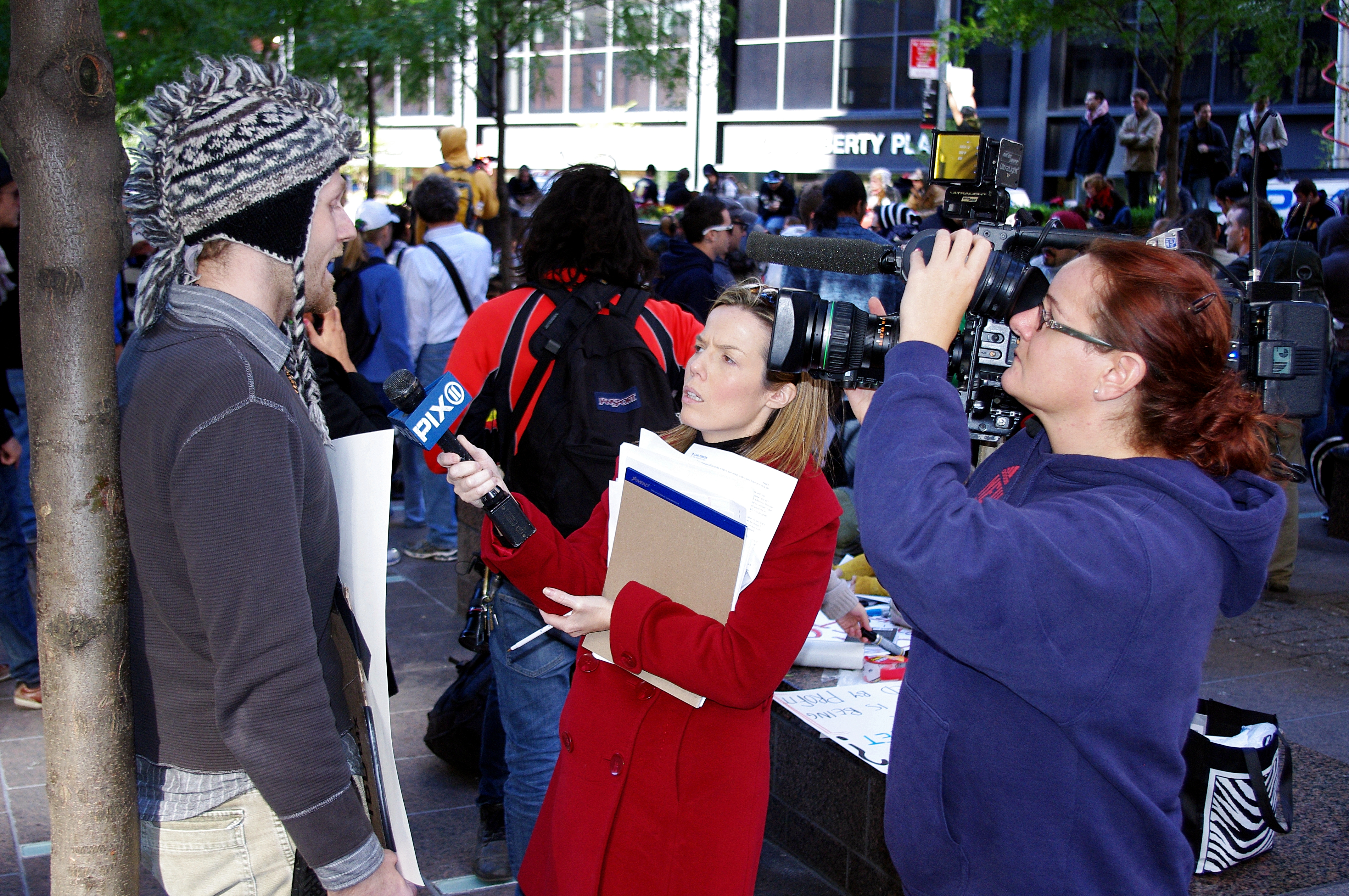
Cánh phóng viên đang làm tin

Trong lĩnh vực phát thanh thì chương trình phát sóng là việc phân phối âm thanh và video tín hiệu (chương trình) cho một số lượng người đón nhận ("người nghe" hoặc "người xem" gọi là khán giả, thính giả hay gọi chung là đối tượng "khán thính giả"). Nhóm khán tính giả này có thể là công chúng nói chung hoặc một lượng khán giả tương đối lớn trong công chúng. Phát sóng tạo nên một phân khúc rất lớn của phương tiện truyền thông đại chúng. Các chương trình truyền hình và phát thanh được phân phối thông qua phát thanh hoặc truyền hình cáp, thường là đồng thời. Bằng cách mã hóa tín hiệu và có thiết bị giải mã tại nhà, sau này cũng cho phép các kênh dựa trên đăng ký và các dịch vụ trả tiền cho mỗi lần xem. Trình tự nội dung trong một chương trình phát sóng được gọi là lịch trình. Một tổ chức phát sóng có thể phát sóng nhiều chương trình cùng một lúc, thông qua nhiều kênh (tần số), ví dụ như BBC One và BBC Two. Mặt khác, hai hoặc nhiều tổ chức có thể chia sẻ một kênh và mỗi tổ chức sử dụng kênh đó trong một khoảng thời gian cố định trong ngày. Đài phát thanh kỹ thuật số và truyền hình kỹ thuật số cũng có thể truyền chương trình đa kênh, với nhiều kênh nén dữ liệu thành một dữ liệu tổng hợp DAB ensemble.
Trong lĩnh vực truyền hình hoặc báo chí phát sóng, các nhà phân tích tin tức (còn được gọi là người dẫn chương trình thời sự hoặc biên tập viên thời sự) sẽ kiểm tra, diễn giải và phát sóng tin tức nhận được từ nhiều nguồn thông tin khác nhau. Người dẫn chương trình trình bày tin tức dưới dạng tin tức, được ghi hình hoặc trực tiếp, thông qua các chương trình phát sóng từ các phóng viên tại hiện trường (phóng viên tin tức). Phim tin tức, hay "clip", có thể có độ dài khác nhau. Một số phim có thể dài tới mười phút và một số phim khác cần phải đưa vào tất cả thông tin và tài liệu có liên quan trong hai hoặc ba phút. Các kênh tin tức cũng đã bắt đầu phát sóng các phim tài liệu đặc biệt có thời lượng dài hơn nhiều và có thể khám phá một chủ đề hoặc vấn đề tin tức chi tiết hơn. Các câu chuyện tin tức được phân loại theo nhiều định dạng khác nhau tùy theo giá trị của câu chuyện. Các định dạng đó bao gồm AVO, AVO Byte, Pkg, VO SOT, VOX POP và Ancho Visual.
Báo chí là một ấn phẩm gọn nhẹ và dùng một lần (cụ thể hơn là tạp chí), thường được in trên loại giấy giá rẻ gọi là báo giấy. Báo chí có thể là báo chung hoặc báo có nội dung đặc biệt, và có thể được xuất bản hàng ngày (nhật báo), hàng tuần, hai tuần một lần, hàng tháng, hai tháng một lần hoặc hàng quý. Các tờ báo có nội dung chung thường là các tạp chí về tin tức hiện tại (thời báo) về nhiều chủ đề khác nhau. Những chủ đề này có thể bao gồm sự kiện chính trị, tội phạm (an ninh trật tự, an toàn xã hội), kinh doanh, thể thao và thăm dò ý kiến (hoặc biên tập, chuyên mục hoặc biếm họa chính trị). Nhiều tờ báo cũng bao gồm tin tức thời tiết và dự báo thời tiết. Các tờ báo ngày càng sử dụng ảnh để minh họa cho các câu chuyện, chúng cũng thường bao gồm truyện tranh và các hình thức giải trí khác, chẳng hạn như ô chữ. Tạp chí là một thời báo thường xuất bản hàng tuần với các bài viết về các sự kiện hiện tại. Các tạp chí này thường đi sâu hơn vào các câu chuyện so với báo chí, cố gắng cung cấp cho người đọc sự hiểu biết về bối cảnh xung quanh các sự kiện quan trọng, thay vì chỉ là các sự kiện. Ví dụ, tạp chí TIME là một tạp chí tin tức hàng tuần có trụ sở tại Thành phố New York (NYC) nổi tiếng với các bài viết chuyên sâu (xã luận, phóng sự) về các sự kiện hiện tại, chính trị, khoa học, với lượng độc giả là 100 triệu người, đã xây dựng một thương hiệu dựa trên sự tin tưởng và uy tín.
Các nhóm và trang mạng xã hội mang lại cho họ cảm giác cộng đồng và dễ dàng truy cập, ngay trong tầm tay. Theo Trung tâm nghiên cứu Pew, người Mỹ đánh giá cao tốc độ, tính mới lạ, định dạng và sự đa dạng mà tin tức trên mạng xã hội mang lại. Thuật toán truyền thông xã hội cho phép người dùng xem tin tức và thông tin phù hợp với sở thích và niềm tin của họ. Những thuật toán này đã giới thiệu cho người dùng tin tức trên mạng xã hội người có sức ảnh hưởng có thể gây được tiếng vang với họ. "Những người có sức ảnh hưởng trên tin tức" đã trở nên cực kỳ phổ biến trong những tháng gần đây, vì gần 4 trong số 10 người lớn ở Hoa Kỳ dưới 30 tuổi, hay 37%, thường xuyên tìm đến họ, theo một nghiên cứu khác của Trung tâm nghiên cứu Pew vào tháng 11 năm 2024. Người có sức ảnh hưởng trong lĩnh vực tin tức được định nghĩa là "những cá nhân có lượng người theo dõi lớn trên mạng xã hội và thường đăng bài về tin tức hoặc các vấn đề chính trị hoặc xã hội". Người dùng cho biết họ nhận được những thông tin cơ bản, ý kiến, bài đăng hài hước và tin tức nóng hổi từ những người có ảnh hưởng về tin tức tương ứng. Người Mỹ thích kết nối và cộng hưởng với những người đồng tình với ý kiến và niềm tin của họ, và việc nhận được tin tức cập nhật từ góc riêng của bạn trên internet là điều an ủi và đảm bảo đối với họ. Một số người lớn ở Hoa Kỳ cũng lưu ý rằng những người có ảnh hưởng về tin tức đã giúp họ hiểu rõ hơn về các sự kiện và vấn đề.